# Пекурець (комуна)
Пекурець, Пекуреці (рум. Păcureți) — комуна у повіті Прахова в Румунії. До складу комуни входять такі села (дані про населення за 2002 рік):
- Берзіла (477 осіб)
- Курметура (367 осіб)
- Матіца (853 особи)
- Пекурець (366 осіб)
- Славу (226 осіб)

Комуна розташована на відстані 78 км на північ від Бухареста, 23 км на північ від Плоєшті, 70 км на південний схід від Брашова.

## Населення
За даними перепису населення 2002 року у комуні проживали 2289 осіб, усі — румуни. Усі жителі комуни рідною мовою назвали румунську.
Склад населення комуни за віросповіданням:
| Релігія       | Кількість осіб | Відсоток |
| ------------- | -------------- | -------- |
| православні   | 2281           | 99,7%    |
| п'ятдесятники | 5              | 0,2%     |
| адвентисти    | 2              | 0,1%     |
| бретрени      | 1              | < 0,1%   |